# Kolzam 208M
Kolzam 208M (seria SA104 i SA122) – dwuczłonowy autobus szynowy wyprodukowany przez Kolzam z Raciborza. Eksploatowany był w latach 1996–2013 przez PKP i Przewozy Regionalne.
SA104 to oznaczenie członu napędowego, drugi człon szynobusu nosi oznaczenie SA122. Sam szynobus jest rozwinięciem konstrukcyjnym SN81 i w stosunku do niego ma wydłużone oba człony, inny silnik, przekładnię i zestawy kołowe, a także toaletę działającą w układzie zamkniętym. Napęd przenoszony jest na oba zestawy kołowe SA104.

## Historia

### Geneza i produkcja
Na przełomie lat 80 XX w. i 90 XX w. nastąpił znaczny wzrost bezrobocia, zwiększenie ilości samochodów prywatnych oraz tworzenie się niezależnych od PKS przewoźników autobusowych. Spowodowało to odpływ pasażerów i konieczność albo likwidacji nierentownych połączeń albo budowy tańszych mniejszych pojazdów szynowych. W tej sytuacji powstał szynobus SN81, który był tanią konstrukcją na bazie drezyn inspekcyjnych. Pojazd ten okazał się niewygodny, brakowało między innymi toalety. Eksploatacja tego typu pojazdu spowodowała jednak rozwinięcie tej konstrukcji.  
W 1990 w ZNTK Poznań powstał dwuczłonowy, jednakże bardziej pojemny szynobus SA101, który został wykonany w trzech egzemplarzach, a następnie powstała jego wersja rozwojowa – trójczłonowy szynobus SA102, który składał się dwóch wagonów silnikowych identycznych jak w SA101 oraz wagonu doczepnego w środku składu. Drugi szynobus produkcji Kolzamu, SA104, był dłuższy, przez co bardziej pojemny niż SN81. Zamontowano również toaletę w układzie zamkniętym, która była w ówczesnym czasie nowoczesnym rozwiązaniem w Polsce. Załamanie gospodarcze w połowie lat 90. spowodowało jednak, że zbudowano zaledwie jedną sztukę tego pojazdu.

### Eksploatacja
W 1996 roku SA104-001 zostało przydzielone do MD Jasło do obsługi tras z Zagórza do Krościenka i  Łupkowa. Później pojazd ten został przeniesiony do Nowego Sącza i jeździł po Małopolsce na trasie Sucha Beskidzka - Żywiec, a następnie w aglomeracji krakowskiej. Od grudnia 2003 na trasie Chabówka - Nowy Sącz. W październiku 2001 roku pojazd na krótko wszedł na stan Przewozów Regionalnych w Rzeszowie lecz już lutym 2002 wrócił do Małopolski. Od 24 sierpnia do 1 września 2002 SA104 obsługiwało pociągi międzynarodowe pomiędzy Muszyną a Cirć (Słowacja). Przyczyną takiej obsługi był remont szlaku Cirć - Plavec (Słowacja). Polskie pociągi międzynarodowe zostały skrócone wówczas do stacji Muszyna. W późniejszym czasie SA104 został odstawiony z powodu awarii. Po remoncie wrócił do obsługi ruchu w aglomeracji krakowskiej na trasie Krzeszowice – Kraków – Wieliczka Rynek.
W 2007 roku szynobus przeszedł remont w Kędzierzynie-Koźlu następnie był jeszcze 4 miesiące w krakowskich Przewozach Regionalnych, a po ponownym obmalowaniu został wpisany na stan PR Gdynia i skierowany do Chojnic. 18 lipca 2013 roku podczas obsługi pociągu Regio relacji Chojnice - Piła Główna na stacji kolejowej Krajenka doszło do pożaru w szynobusie, który został najprawdopodobniej spowodowany przez zwarcie instalacji elektrycznej. Pojazd nie doznał zbyt dużych uszkodzeń, ale po tym zdarzeniu został odstawiony.. W lipcu 2015 roku został wystawiony na sprzedaż. 13 września 2017 roku pojazd został wpisany do rejestru zabytków. W sierpniu 2018 pojazd został ponownie wystawiony na sprzedaż. Kolejna próba sprzedaży nastąpiła rok później, i również zakończyła się fiaskiem.

## Konstrukcja
SA104 jest pojazdem dwuczłonowym w konfiguracji s+r. Szynobus jest napędzany silnikiem 6R183AA12H o mocy znamionowej 157kW, pozwalającym na rozpędzenie jednostki do 90km/h. Wnętrze każdego członu jest bezprzedziałowe, siedzenia są zamontowane w systemie 2+2, tj. dwa siedzenia w jednym rzędzie, korytarz w środku i dwa takie same siedzenia. W członie SA122 znajduje się jedna toaleta w układzie zamkniętym, która w tym modelu została zastosowana po raz pierwszy w Polsce.
SA104 jest ostatnim szynobusem produkowanym w Polsce bez elementów niskiej podłogi.

## Nazwa
Nazwa SA104-SA122 oznacza:
- S – Rodzaj trakcji (Spalinowa)
- A – Autobus szynowy
- Numer z przedziału 101-110 – Autobus (104 – kolejny numer[17])
- Numer z przedziału 121-130 – Doczepa ze stanowiskiem maszynisty